# Sara (Iloilo)
Sara è una municipalità di terza classe delle Filippine, situata nella Provincia di Iloilo, nella Regione del Visayas Occidentale.
Sara è formata da 42 baranggay:
- Aguirre
- Aldeguer
- Alibayog
- Anoring
- Apelo
- Apologista
- Aposaga
- Arante
- Ardemil
- Aspera
- Aswe-Pabriaga
- Bagaygay
- Bakabak
- Batitao
- Bato
- Castor
- Crespo
- Del Castillo
- Devera
- Domingo
- Ferraris

- Gildore
- Improgo
- Juaneza
- Labigan
- Lanciola
- Latawan
- Malapaya
- Muyco
- Padios
- Pasig
- Poblacion Ilawod
- Poblacion Ilaya
- Poblacion Market
- Posadas
- Preciosa
- Salcedo
- San Luis
- Tady
- Tentay
- Villahermosa
- Zerrudo